# Hexaesfericón
El hexaesfericón es un cuerpo geométrico que se puede construir cortando un sólido de revolución cuyo corte es un hexágono regular por un plano que une dos de sus vértices. Luego basta con girar 60 grados una de las mitades y volver a unir ambas partes. Dada la simetría involucrada, es posible generar de esta manera dos tipos diferentes de hexaesfericones según se realice el giro hacia la izquierda o hacia la derecha.
Una de las características del hexaesfericón es que posee una única superficie continua sobre la cual rueda de manera errática.